# Aroldo Lázaro Sáenz

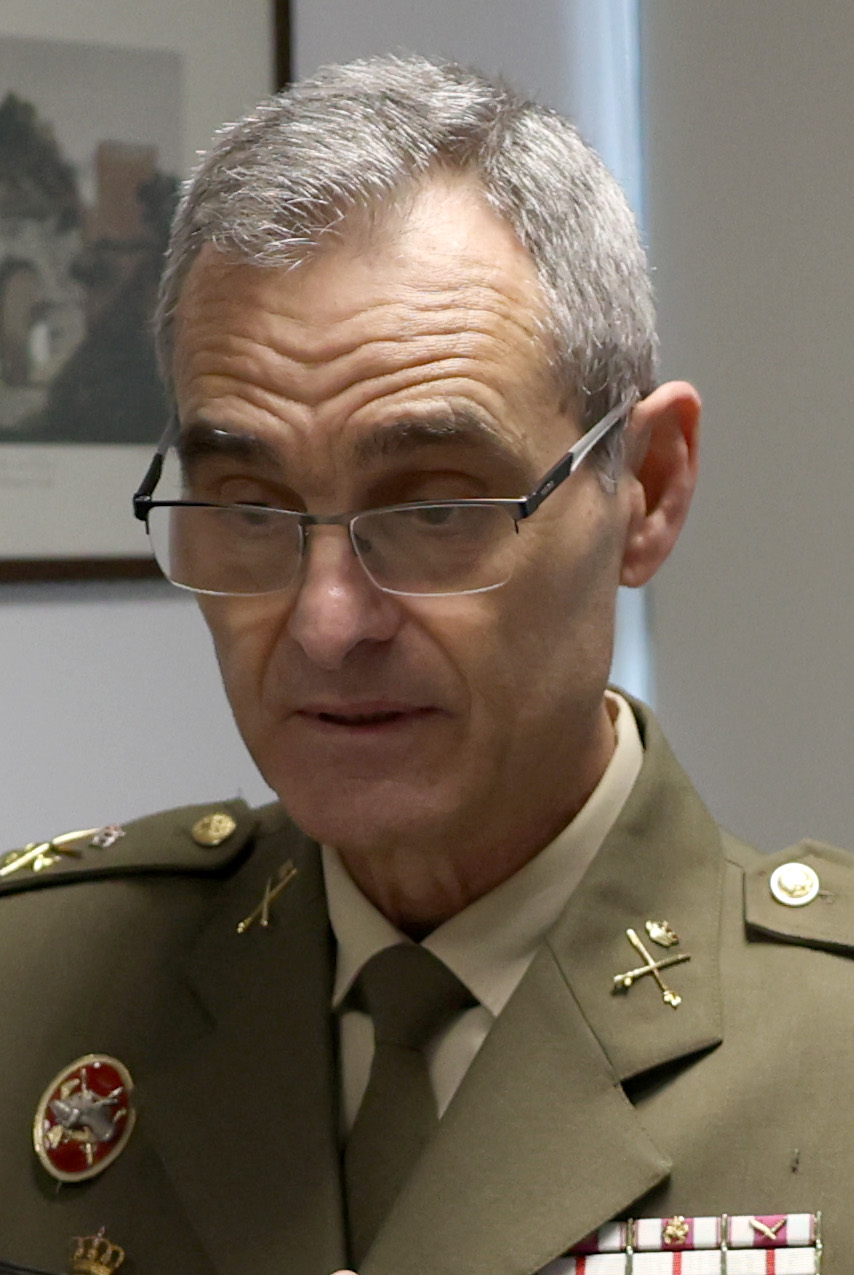

Aroldo Lázaro Sáenz ist ein Offizier der spanischen Streitkräfte (Fuerzas Armadas Españolas), der als Generalmajor seit 2022 Leiter der Mission sowie Befehlshaber der Interimstruppe der Vereinten Nationen im Libanon UNIFIL (United Nations Interim Force in Lebanon) ist.

## Leben
Aroldo Lázaro Sáenz absolvierte nach dem Schulbesuch eine Ausbildung zum Offizier an der Allgemeinen Militärakademie (Academia General Militar) in Saragossa. Er war zudem Absolvent der Generalstabsakademie der Armee (Academia Central de la Defensa) und schloss seine akademische Ausbildung in den Bereichen Diplomatie, Frieden und Sicherheit ab. Während seiner militärischen Laufbahn als Offizier des Heeres (Ejército de Tierra) war er Personalstabsoffizier eines Regiments der Brigade „Guzmán el Bueno“ X in Cerro Muriano in der Provinz Córdoba. war als Offizier im Hauptquartier der Europäischen Streitkräfte EUFOR (European Union Force) sowie in Valencia beim Schnellen Spanischen Einsatzkorps (Rapid Deployable Corps Spain), das zum Obersten Hauptquartier der Alliierten NATO-Streitkräfte in Europa SHAPE (Supreme Headquarters Allied Powers Europe) gehört. Er war ferner innerhalb der Interimstruppe der Vereinten Nationen im Libanon UNIFIL (United Nations Interim Force in Lebanon) Verbindungsoffizier in Naqura sowie Chef des Stabes des Sektors Ost der Truppe. Darüber hinaus absolvierte er drei Einsätze in Bosnien und Herzegowina unter dem Kommando der Schutztruppe der Vereinten Nation UNPROFOR (United Nations Protection Force), der Stabilisierungsstreitkräfte der NATO SFOR (Stabilization Force) und der Schnellen Einsatzkräfte der Europäischen Union (European Union Rapid Operational Force).
Lázaro Sáenz, der neben Spanisch auch Englisch, Französisch und Italienisch spricht, war Berater des Verteidigungsministeriums für bereichsübergreifende Angelegenheiten der Verteidigung und Sicherheit, Kommandant eines Regiments der Brigade „Guzmán el Bueno“ X sowie Kommandeur des Sektors Ost der UNFIL. Als Brigadegeneral war er Kommandeur der Brigade „Guzmán el Bueno“ X.
Am 4. Februar 2022 ernannte der Generalsekretär der Vereinten Nationen, António Guterres, Generalmajor Aroldo Lázaro Sáenz zum Leiter der Mission sowie Befehlshaber der Interimstruppe der Vereinten Nationen im Libanon UNIFIL (United Nations Interim Force in Lebanon) und damit zum Nachfolger des aus Italien stammenden Generalmajors Stefano Del Col.